# 新日线
新日线又名新日支线，起自沪昆线新龙华站，沿龙华机场北缘至黄浦江边的南浦站。此线最早是商办的沪杭铁路的一段。本篇将原沪杭线的上海南火车站至新龙华站部分一并介绍。

## 概览
沪杭线的最初起点站上海南火车站（原南市区车站前路附近）。光绪三十二年（1906年）元月开始兴建沪杭铁路时，先在新龙华站至日晖港码头建成一段铁路，用以运输从水路运来的修建沪杭铁路用的大量钢轨、钢梁、水泥、道碴、枕木等铁路物资。光绪三十三年二月，上海南火车站至松江站间铁路建成通车。首次客运为上海南至松江，上午10时开车，11时29分到松江。自上海南站起票价至龙华1角，至莘庄2角，至新桥3角，至松江4角。民国5年（1916年）12月，上海北站至新龙华站间的沪宁、沪杭接轨铁路建成通车，沪杭铁路起点由上海南火车站改移到上海北站，上海南火车站至新龙华站间的一段铁路由沪杭铁路干线改为上南支线，上海南火车站仍办理客货运输。民国26年8月28日日本侵略军进犯上海，上海南火车站遭到日机轰炸，毁坏严重，于是将剩下的铁路设备拆除，其货运业务移至日晖港货站。1939年4月，“华中铁道”成立后改名为海杭支线。抗战胜利后，新龙华站至日晖港站的铁路便称为新日支线。

## 车站
- 上海南站
- 高昌庙站
- 日晖港站→南上海站→日晖港站→上海南站→南浦站
- 龙华站[3]
- 潘家宅货站[4]
- 龙华新站→新龙华站

## 沿革
- 1905年7月 商办浙江全省铁路有限公司成立[5]
- 1906年11月 沪杭甬铁路新龙华站至日晖港码头段先行开工[6]
- 1907年2月 日晖港货栈建成
- 1908年4月20日 上海南站正式办理客运，首次开行至松江的客车
- 1909年7月 开始办理货运业务
- 1910年3月 上海南站—龙华站间开行专车
- 1910年4月4日 农历2月25日，高昌庙站设立[7]
- 1914年1月 线路收回国有[8]
- 1933年 龙华新站更名为新龙华站
- 1937年8月28日 下午2时许，侵华日军飞机多架对南火车站投弹轰炸，上海南站—新龙华站间客运中断，军车可开行到日晖港[9]
- 1937年11月16日 日军第十军在金山卫登陆，全线客车停驶[9]
- 1937年12月 日晖港站改名为南上海站[7]
- 1941年12月 侵华日军拆除上海南站至南上海站之间铁轨3.365公里，南上海站开始兼短途客运[7]
- 1945年8月15日 南上海站恢复日晖港站站称
- 1958年6月1日 日晖港站与新龙华站合并，改名为上海南站[10]
- 1958年12月4日 取消与新龙华站合并[10]
- 1982年 日晖港码头改建，全长546米，年吞吐能力为240万吨，靠泊能力为2000吨级[11]
- 2006年6月 现在的上海南站建成运营，原上海南站改名为南浦站
- 2009年6月28日 因世博建设需要，南浦站停止运营并拆除，其功能转移到闵行站
- 2010年4月30日 原南浦站经过整修后作为徐汇滨江的一部分对公众开放

## 纪念及遗迹
在现徐汇滨江范围内的日晖港站原址保留了总长达2.5公里的一段铁轨及原来的枕木。还包括一台1987年大同机车工厂出产的、隶属上海铁路局金华机务段的蒸汽机车，以及两节YZ31型车厢，作为历史的见证。2019年，原铁路南浦站十八线仓库改建成星美术馆，具有城市工业化进程的历史性记忆和象征意义。